# Воєнні злочини під час російсько-української війни
Воєнні зло́чини під час війни́ Росі́́йської Федерації про́ти Украї́ни відбувалися від самого початку війни у 2014 році. 

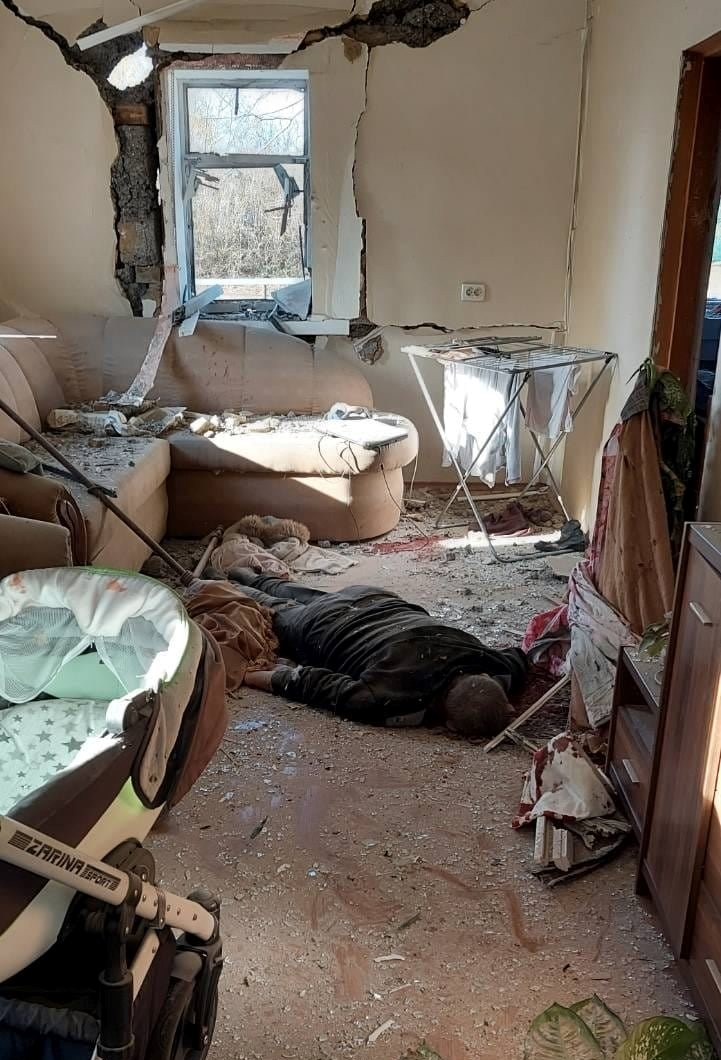
Мирний українець загинув під час російських бомбардувань Чернігова. Порожній дитячий візок на передньому плані.

Згідно з Женевськими конвенціями 1949 року, дії російських військових є воєнними злочинами, насамперед — у завданні шкоди життю чи майну цивільного населення. Закон про воєнні злочини спирається на основоположний принцип, згідно з яким потрібно «завжди розрізняти цивільне населення та комбатантів, а також цивільні об'єкти та військові, і відповідно спрямовувати свої дії лише проти військових цілей». Випадкове завдання шкоди цивільним теж є злочином.
8 травня 2023 року, Міжнародна академія Нюрнберзьких принципів ухвалила Декларацію, яка засуджує воєнні злочини Росії проти України. У документі наголошується, що всі винні мають бути притягнуті до відповідальності за агресію проти українського народу.
14 травня 2025 року комітет міністрів Ради Європи розпочав процес створення Спеціального трибуналу для розслідування злочину агресії Росії проти України. Генеральному секретарю Алену Берсе доручили очолити процес створення Спецтрибуналу. «Міністри привітали поточні зусилля, спрямовані на досягнення угоди щодо створення Комісії з розгляду претензій для України, можливо, під егідою Ради Європи, і підтвердили свою рішучість забезпечити повернення українських дітей, незаконно депортованих або примусово переміщених Росією», — наголосили в Раді Європи.
9 липня 2025 року стало відомо що Європейський суд з прав людини визнав провину Росії у великій міждержавній справі, що об’єднує скарги України та Нідерландів проти Росії стосовно численних порушень прав людини. Зокрема, у справі Україна проти Росії (№ 11055/22) – грубі порушення прав людини під час повномасштабного вторгнення з 24 лютого 2022 року.

## Загальна інформація
Рекордна кількість держав — 41 — звернулася до Міжнародного кримінального суду з проханням офіційно розслідувати воєнні злочини, скоєні Росією в Україні. Головну частину тут складають злочинні дії, спрямовані на деморалізацію цивільного населення. 1 березня 2022 року прокурор Міжнародного суду особисто ініціював розслідування злочинів Росії в Україні. Європейський суд з прав людини виніс рішення, в якому наказав Російській Федерації припинити напади на цивільні об'єкти в Україні та їхнє бомбардування. Міжнародний кримінальний суд приєднався до спільної слідчої групи з розслідування воєнних злочинів Росії в Україні.
Правозахисники починаючи з 2014 року по 2023 рік зафіксували понад 50 тисяч потенційних міжнародних злочинів, злочинів проти людяності, воєнних злочинів РФ. За повідомленням Офісу Генерального прокурора України, з 24 лютого 2022 року по листопад 2024 року було зареєстровано понад 140 000 злочинів РФ проти України.
Дослідники в галузі міжнародного права Дженніфер Трахан, Джульєт Макінтайр, Дуглас Гілфойл і Тамсин Філіпа Пейдж заявили, що вторгнення в Україну порушує статут ООН і є злочином агресії відповідно до міжнародного кримінального права; злочини агресії переслідуються відповідно до універсальної юрисдикції.
11 березня 2022 року Організація Об'єднаних Націй заявила, що отримала докази використання Росією касетних боєприпасів у Вугледарі та Харкові. 13 березня 2022 року російські війська застосували у місті Попасна на Луганщині фосфорні боєприпаси, заборонені Женевською конвенцією.
Російські військові впродовж війни ведуть обстріли цильної інфраструктури України, в тому числі лікарень, пологовових будинків, дисадків, шкіл, ринків, місць роздачі гуманітарної допомоги та житлових будівель. Російські війська руйнують пам'ятки архітектури та храми. На початоку 2024 року загальна площа пошкоджених або зруйнованих об’єктів обстрілами становить 88,9 млн кв м3 , що становить 8,6% від загальної площі житлового фонду України.
Російські військові цілеспрямовано атакують медичних працівників та рятувальників та їхній транспорт, у тому числі подвійними ударами.
Російські солдати розстрілюють українських цивільних та чинять насильство. Викрадають, катують українських журналістів, політиків і громадських діячів, вони також вивозять, депортують українських громадян, розстрілюють гуманітарні коридори, грабують підприємства, магазини й оселі українців, ґвалтують жінок. Від 24 лютого 2022 року, коли розпочався широкомасштабний збройний напад Російської Федерації, до 30 червня 2023 року Управління Верховного комісара ООН з прав людини зафіксувало: 25 170 жертв серед цивільного населення у 1 504 населених пунктах України, зокрема 9 177 загиблих і 15 993 поранених. За даними Міжнародної комісії з питань зниклих безвісти (ICMP) під час війни в Україні станом на 25 листопада 2022 року зникли безвісті понад 15 тис. людей. У Маріуполі, за оцінками української влади, загинули або зникли безвісти 25 тис. осіб.
На тимчасово окупованих територіях освітній геноцид проявляється у забороні спілкуватися українською мовою, навчатися за українськими освітніми програмами, вивчати свою історію і читати українські книжки. У квітні 2022 року на сайті російського державного агентства «РИА Новости» з'явилася стаття з закликами вчинити геноцид українців, схожа стаття вийшла і в липні 2025 року. РФ організувала на окупованих територіях України станом на 12 травня 2022 року систему «фільтраційних таборів», у яких знаходиться кілька тисяч цивільних українців.
Загарбники на тимчасово захоплених українських територіях катують представників місцевої влади, а у разі їхньої згоди на співпрацю — підписують документи і залишають працювати. Станом на 25 березня 2022 окупанти взяли у заручники міських голів 14 українських міст.
Унаслідок повномасштабного вторгнення Росії в Україні загинула 631 дитина, ще понад 1975 дітей зазнали поранень – такі дані станом на 4 червня 2025 року від Офісу генерального прокурора.
Станом на 15 липня 2025 року від початку повномасштабного вторгнення РФ на територію України окупанти вбили щонайменше 127 журналістів.
Ведуться обстріли обʼєктів енергетики з метою зупинити енергозабезпечення цивільного населення України, в тому числі у холодний період. Російські військові створюють небезпеку для ядерних об'єктів на території України — обстрілюють атомні електростанції, руйнують сховища ядерних відходів тощо. У березні Чорнобильська АЕС протягом декількох днів була повністю знеструмлена через дії російських військових. Це створювало загрозу виходу радіоактивних речовин у довкілля через зупинку роботи системи охолодження сховища ядерних відходів. Впродовж російської окупації неодноразово були обстріляні будівлі та блоки найбільшої в Європі Запорізької АЕС, у тому числі пошкоджено перший енергоблок.
Російській військові помічені у неодноразовому використанні форми та опізнавальних знаків ЗСУ. Також російські військові займаються розстрілом та катуванням українських полонених, на полі бою та в полоні. РФ засуджує українських військовополонених у сфабрикованих кримінальних справах. РФ утримує полонених українських військових у двох колоніях у Ростовській області, що є порушенням Женевської конвенції 1949 року. Російські окупанти катують українських полонених.  Управління Верховного комісара ООН з прав людини в своєму звіті від 4 жовтня 2023 року підтвердило автентичність відео вбивства військового після фрази «Слава Україні» та відео обезголовлення військового. Зафіксовано понад 150 випадків страт українських військових, які потрапили в полон до армії РФ, йдеться у повідомленні Головного управління розвідки при Міністерстві оборони України, станом на травень 2025 року.
У лютому 2024 року було оприлюднено інформацію згідно якої в Україні понад 900 об’єктів культурної спадщини пошкоджено внаслідок повномасштабного вторгнення РФ. Станом на квітень 2025 року росіяни викрали з тимчасово окупованих територій України 1,7 мільйона об'єктів української культурної спадщини, щоб продати потім на чорному ринку за кордоном.

Країни, які офіційно визнають геноцид українців під час вторгнення

## Атаки цивільних мешканців та цивільної інфраструктури
Станом на лютий 2025 року, за даними управління Верховного комісара ООН з прав людини, від початку вторгнення організація зафіксувала і підтвердила дані про 12 654 загиблих і 29 392 поранених цивільних в Україні При цьому в організації наголошують, що реальні цифри значно вищі. 
Унаслідок повномасштабного вторгнення Росії в Україні загинула 631 дитина, ще понад 1975 дітей зазнали поранень – такі дані станом на 4 червня 2025 року від Офісу генерального прокурора.

Російські окупанти вбивають мирних жителів, викрадають, катують українських журналістів, політиків і громадських діячів, вони також вивозять, депортують українських громадян. Російські окупанти розстрілюють гуманітарні коридори, грабують підприємства, магазини і оселі українців, ґвалтують жінок. Зафіксовані сотні випадків зґвалтувань, зокрема неповнолітніх дівчат, зовсім маленьких дітей і навіть немовляти. Російські окупанти влаштували в місті Буча у Київській області масове вбивство цивільного населення.
Згідно з аналізом ООН, опублікованим у червні 2025 року, російські військові навмисно атакували цивільних, які не виявляли жодних ознак безпосередньої участі у бойових діях. Серед зафіксованих Місією жертв – мирні жителі, які пересувалися на велосипедах, в особистому транспорті, евакуаційних автобусах, каретах швидкої допомоги, під час гуманітарних місій, прогулянок або перебуваючи біля власних домівок.

## Викрадення росіянами українських дітей
Під час російського вторгнення в Україну у 2022 році тисячі українських дітей були викрадені, депортовані та насильно усиновлені до Російської Федерації. Організація Об’єднаних Націй заявила, що звинувачення є «достовірними» і що російські сили відправляли українських дітей до Росії на усиновлення в межах масштабної програми. Розслідування Associated Press підтвердило, що російські війська примусово переселяли українських дітей без їхньої згоди, брехали їм, що їхні батьки відмовляються від них, використовували їх для пропаганди, створювали літні табори для українських сиріт і «патріотичного виховання», а також русифікували їх, даючи їм російську мову, громадянство та всиновлення.
Оцінки кількості українських дітей, депортованих до Росії, коливаються від 19393 до 307 000 без будь-яких познак, коли вони зможуть повернутися до своїх рідних міст. Відповідно до міжнародного права, включаючи Конвенцію про геноцид 1948 року, є підстави навмисної, спланованої, інституціоналізованої політики, метою якої є знищення всієї або частини цільової групи — у цьому випадку української нації через її дітей — це може бути вказівкою до геноциду.
Російські окупанти станом на 20 квітня 2022 примусово переселили в РФ понад 500 тисяч українців, зокрема 121 тисячу дітей – при цьому українцям видають документи, які забороняють залишати російські регіони протягом двох років. Частину українців переселяють до Сибіру і за полярне коло. Окупанти створили  «фільтраційні табори» і депортують українців до Сибіру. Російське міноборони 2 травня 2022 року заявило, що загарбники депортували з України 1,1 млн осіб, включаючи майже 200 тисяч дітей.
15 березня 2023 року Слідча комісія Організації Об'єднаних націй визнала, що Росія скоїла в Україні широкий спектр воєнних злочинів, включаючи навмисні вбивства, систематичні тортури та депортацію дітей. Голова Міжнародної слідчої комісії ООН Ерік Мьосе зазначив, що команда слідкує за доказами і що є «деякі аспекти, які можуть викликати запитання» щодо можливого геноциду, та він та його підлеглі не побачили ознак геноциду в діях Росії в Україні. 17 березня Міжнародний кримінальний суд видав ордери на арешт президента РФ В. Путіна та чиновниці М. Львової-Бєлової у зв'язку з їх участю у викраденні дітей та відданням наказів по вчиненню даного злочину. Станом на 7 грудня з українського боку офіційно підтверджено депортацію понад 19 500 українських дітей.

## Вбивства, катування і судові процеси над військовополоненими
10 вересня 2023 року спеціальна доповідачка ООН з питань застосування тортур Еліс Джилл Едвардс заявила, що 90% українських військовополонених під час перебування у російському полоні зазнавали тортур. 2 червня 2024 року Омбудсмен Дмитро Лубінець звернувся до Міжнародного комітету Червоного Хреста та ООН через поширене в мережі відео знущань з українських військовополонених, імовірно, на Харківському напрямку.
Незалежна міжнародна комісія ООН з розслідування порушень в Україні виявила нові докази широко поширеної практики масових катувань росіянами українських цивільних та військовополонених. Застосування катувань російською владою до українців відбувається як на тимчасово окупованих територіях, так і в самій Росії — про це йдеться у новому звіті Комісії, який оприлюднили 23 вересня на офіційному сайті ООН.
Станом на листопад 2024 року, від початку повномасштабної війни росіяни стратили 177 українських військовополонених. У січні 2025 року Місія ООН зі спостереження за дотриманням прав людини в Україні оприлюднила інформацію про щонайменше 79 страт українських військовополонених російськими окупантами з кінця серпня 2024 року. Наприкінці травня 2025 року ГУР повідомило про фіксування понад 150 страт українських військових у полоні. 27 травня 2025 року за даними агенства Associated Press було виявлено щонайменше 206 смертей українських військовополонених у російському полоні. Згідно зі звітом ООН, до 95% звільнених зазнавали систематичних тортур.
30 червня 2025 року внутрішній аналіз ООН показав, що РФ спланувала і здійснила атаку в Оленівці у ніч з 28 на 29 липня 2022 року у Волноваській виправній колонії №120 біля Оленівки на Донеччині.

### Вбивства полонених на полі бою

#### 2022
28 липня 2022 року було опубліковано відео кастрації українського військовополоненого солдатом РФ у Сєвєродонецьку. 5 серпня було опубліковано відео відрубаних кінцівок та голови, ймовірно, українського полоненого, у Попасній на стіні будинку на вулиці Нагірна, 21. 30 грудня було оприлюднене відео на якому росіяни захопили пораненого українського військового та поклали його біля своїх позицій, щоб українська артилерія не завдавала по них ударів.

#### 2023
13 лютого 2023 року було оприлюднене відео розстрілу пораненого беззбройного українського військового на заході Новобахмутівки. 6 березня в мережі з'явилося відео з розстрілом військовополоненого Олександра Мацієвського, за слова «Слава Україні». 11 квітня було оприлюднене відео на якому російський військовослужбовець обезголовив українського полоненого (у жовтні 2023 УВКПЛ ООН відео визнано автентичним). 2 грудня було оприлюднене відео на якому біля Степового розстріляно двох українських солдат 45-ї ОСБ, які здавалися в полон. 13 грудня було оприлюднене відео де російські військові прикриватися українськими полоненими під час спроби штурму, неподалік села Роботине. 27 грудня було оприлюднено відео де росіяни розстрілюють трьох українських бійців 82 ОДШБр, що були захоплені у полон між Вербовим та Роботиним. Згодом Офісом Генерального прокурора було встановлено час (16 грудня) та підрозділ — російська 76-та десантно-штурмова дивізія.

#### 2024
4 січня, за інформацією DeepState, біля села Новомихайлівка російські війська розстріляли 6 українських військових 23-ї окремої механізованої бригади. Відомо про розстріл українського полоненого 6 січня, один з тих хто розстрілював невдовзі попав у полон і вже у березні був звинувачений СБУ. 9 лютого медіа поширили відео, ймовірно, розстрілу українських солдат російськими під час захоплення українських позицій поблизу Кліщіївки. На відео зафіксовано як російські військові розстріляли беззбройного полоненого, який виходив до них із піднятими руками, і вбили ще одного, кинувши гранату в бліндаж. 18 лютого була оприлюднена інформація про відео яке зʼявилося раніше із розстрілом 6 полонених українських воїнів на позиції «Зеніт» біля Авдіївки. Вдалося встановити особу 5 із 6 розстріляних (Георгій Павлов, Андрій Дубницький, Іван Житник, Олександр Зінчук та Микола Савосік). Того ж дня в смузі відповідальності ОСУВ «Хортиця» російські окупанти розстріляли двох українських військовополонених. Також 20 лютого зʼявилося відео розстрілу ще трьох українських полонених військових 18 лютого біля Роботине. 24 лютого (ймовірно), під час штурму українських позицій між селами Іванівське та Хромове Донецької області, було зафіксовано на відео як російськими військовими було розстріляно групу з щонайменше семи полонених українських військовослужбовців. 28 лютого було оприлюднене відео де російський військовий прикривався українським полоненим під час спроби штурму. Моніторингова місія ООН з прав людини в Україні зафіксувала з 1 грудня 2023 по 29 лютого 2024 страти окупантами 32-ох українських військовополонених.
7 квітня у мережі з'явилось відео, на якому зафіксовано, як російські військові розстрілюють трьох полонених українських військовослужбовців. Згідно з описом під записом, інцидент стався поблизу Кринок Олешківської громади Херсонської області. У звіті 2 травня, міжнародна правозахисна організація Human Rights Watch (HRW) встановила, що з грудня 2023 року російські загарбники, ймовірно, стратили щонайменше 15 українських військовослужбовців під час спроби здатися в полон, і, можливо, ще шістьох, які здавалися або вже здалися в полон. Того ж місяця російські загарбники розстріляли чотирьох українських військових біля Роботиного Запорізької області, згодом злочинців було ідентифіковано ― ними виявились російські загарбники, що входили до складу штурмової групи 70-го мотострілецького полку (в/ч 71718) 42-ї мотострілецької дивізії 58-ї армії Південного округу ЗС РФ.
18 червня 2024 року в Офісі генпрокурора України повідомили, що керівники одного з підрозділів окупаційних військ РФ у Волноваському районі Донеччини віддали наказ не брати в полон українських військовослужбовців. Станом на 4 липня російські окупанти стратили понад 110 українських військових уже після здачі їх в полон у місцях несвободи. Про це повідомив керівник Департаменту Офісу генерального прокурора з протидії злочинам, вчиненим в умовах збройного конфлікту, Юрій Бєлоусов в інтерв’ю «Укрінформу». За його словами, до цього числа входять й загиблі в «Оленівці». 10 липня стало відомо що на Запоріжжі, ворог вчергове порушив правила та звичаї ведення війни, розстрілявши двох українських військовополонених. Орієнтовно причетними до розстрілу є 70 МСП, дата та детальні обставини поки що невідомі. 16 липня був опублікований ймовірний розстріл українського військовополоненого. У серпні 2024-го в мережі з'явилося фото, ймовірно, із тілом українського полоненого, якого окупанти жорстоко вбили. 16 серпня у мережі зʼявилося відео як російські військові з 155 ОБрМП відрізали голову українському військовополоненому. Як стало відомо згодом, того ж дня, поблизу «Фенольного заводу» на території селища Нью-Йорк окупанти розстріляли, ймовірно, пораненого бійця ЗСУ. 27 серпня — відбувся розстріл трьох українських полонених у Покровському районі.
6 вересня російськими військовими було опубліковано відео розстрілу ще одного українського військовополоненого. 17 вересня у місті Новогродівка було зафіксовано страту українського військового холодної зброєю. 1 жовтня на Покровському напрямку в районі сіл Миколаївка і Сухий Яр російські солдати розстріляли 16 військовополонених ЗСУ. 6 жовтня російські військові розстріляли трьох полонених українських бійців у Нью-Йорку Донецької області. Згодом стало відомо що того ж дня російські військові в районі міста Селидове захопили в полон чотирьох бійців Нацгварlії ЗСУ, допитали їх на камеру, а потім вбили. 10 жовтня у районі населеного пункту Зелений Шлях російські військові розстріляли 9 полонених бійців ЗСУ. 2 жовтня російські окупанти розстріляли п'ятьох українських військовополонених поблизу Вугледара. Згідно інформації від офісу генерального прокурора, 18 жовтня 2024 року, у лісопосадці поблизу м. Селидове двох українських військовополонених було розстріляно впритул з автоматичної зброї після здачі в полон. 23 жовтня під час наступу на місто Селидове російські військові взяли в полон трьох українських бійців, і розстріляли. 29 жовтня, після удару безпілотниками по «університету спецназу» у Гудермесі, глава Чечні Рамзан Кадиров заявив, що наказав «кадирівцям» не брати в полон бійців ЗСУ. 1 листопада, під час штурму укріплень Сил оборони  Покровському напрямку, росіяни вбили ще трьох військовополонених з автоматичної зброї. 9 листопада зʼявилося відео розстрілялу росіянами полоненого, ймовірно пораненого, українського воїна. 10 листопада, за даними офісу Генпрокурора під час штурму укріплень ЗСУ біля села Новодмитрівка Покровського району військові РФ узяли в полон двох українських бійців, змусили полонених роздягнутися та під дулами автоматів провели їх через лісопосадку, де розстріляли. 11 листопада з'явилося відео розстрілу двох бійців однієї з бригад Сил Оборони України біля Новоіванівки Курської області. 20 листопада було зафіксовано ймовірний розстріл девʼятьох українських військовополонених. 22 листопада ЗС РФ здійснили наступ на позицію Збройних сил України, розташовану поблизу села Петрівка, під час ворожого штурму четверо військовослужбовців Збройних Сил України вимушено здались у полон, після чого окупанти відкрили по них вогонь на ураження з автоматичної зброї. 24 листопада в зоні активних бойових дій поблизу населеного пункту Новодарівка російські окупанти розстріляли п’ятьох українських військовополонених. 26 листопада прокуратура повідомила про ще одну страту росіянами полонених українських воїнів, пʼятьох військовополонених було розстріляно поблизу села Петрівка.
22 грудня стало відомо що війська РФ, ймовірно, розстріляли пʼятьох українських військовополонених.

#### 2025
3 січня 2025 року російські військові розстріляли 3 українських військовополонених із 141 ОПБр біля Нескучного. 23 січня було оприлюднене відео на якому військові 155 обрмп розстріляли шістьох українських військовополонених. 23 лютого росіяни на Курщині розстріляли двох полонених з 82 ОДШБр.
13 березня стало відомо що росіяни, розстріляли 5 українських полонених на Курщині. У квітні журналісти AP показали відео страти чотирьох українських військовополонених 128 ОГШБр росіянами що відбулася 13 березня 2025 року неподалік села П'ятихатки на Запоріжжі. 11 квітня одного з беззбройних українських військовополонених представники армії держави-агресора розстріляли з автоматичної зброї неподалік селища Роздольне Волноваського району Донецької області. 3 травня троє військовослужбовців ЗСУ виконували бойові завдання на позиції поблизу села Новопіль. Під час штурмових дій окупанти оточили українських захисників, змусили їх скласти зброю та здатись у полон. Усвідомлюючи, що військові Сил оборони не можуть чинити опір, представники ЗС РФ розстріляли їх з автоматичної зброї.

### Загиблі у полоні
30 квітня 2022 року стало відомо що російські військові вбили полоненого з Маріуполя, якого перед тим показали в ролику «про гарантію життя».
У ніч з 28 на 29 липня російськими окупаційними військами в селищі Молодіжному Оленівської селищної ради був здійснений терористичний акт проти українських військовополонених — захисників «Азовсталі» в Маріуполі. Від вибухів на території колишньої Волноваської виправної колонії № 120, де утримували українських захисників, підтверджено 53 загиблих полонених, понад 130 було поранено, за данними росіян в бараці було 193 людини.
12 липня 2023 року українська сторона повернула тіла 19 загиблих у полоні українських військовослужбовців (та ще 4 очікували на повернення на момент публікації). 22 серпня українській стороні були повернуті тіла 12 загиблих у полоні українських військовослужбовців.
Російська влада вказує хворобу причиною смерті, закатованим українським військовополоненим, коли повертає їхні тіла. 31 липня 2024 року стало відомо про смерть у полоні військовополоненого 12 БрСпП Іщенка Олександра.
19 серпня 2025 року в Україну повернули п’ять тіл українських військовослужбовців, які загинули в полоні.

### Судові процеси над військовополоненими
Станом на липень 2025 року відомо про щонайменше 445 українських військовополонених, засуджених російською владою у сфабрикованих справах (19 жовтня 2024 року 28 з них були повернуті Україні). У порушення Женевської конвенції 1949 року, вже з квітня 2022 року стало відомо що РФ утримує полонених українських вояків у колоніях загального режиму, не здійснивши перепрофілювання в'язниць у табори для військовополонених. Російські збройні сили та підтримувані нею терористичні угруповання продовжують систематично та зухвало порушувати норми міжнародного гуманітарного права в Україні. Російські фіктивні судові процеси повністю нівелюють основоположні принципи міжнародного гуманітарного права і спрямовані на де-факто легітимізацію помсти військовополоненим за те, що вони воювали на захист своєї країни, це вказувє на вчинення тяжкого порушення міжнародного гуманітарного права за статтею 130 Третьої Женевської конвенції та воєнного злочину позбавлення справедливого судового розгляду за статтею 8(2)(a)(vi) Римського статуту.

## Полон і насильство над цивільними українцями
Засвідчені численні випадки систематичних і цілеспрямованих руйнувань житлової інфраструктури, вбивств мирних жителів і мародерства з боку російських військових на захопленій українській території, широке використання проти цивільних протипіхотних мін, які замасковані під іграшки тощо.
3 квітня 2022 року було оприлюднено дані про масові вбивства, катування та ґвалтування мирних мешканців у Бучі Київської області під час окупації міста російськими військами. Є документальні підтвердження того, що вбивства мирних мешканців здійснювалися за командами військового керівництва.
Російські окупанти влаштували в місті Буча на Київщині масові вбивства цивільного населення (див. Бучанська різанина).
Російські окупанти вбивають мирних жителів, викрадають, катують українських журналістів, політиків і громадських діячів, вони також вивозять, депортують українських громадян, розстрілюють гуманітарні коридори, грабують підприємства, магазини й оселі українців, ґвалтують жінок. Зафіксовані сотні випадків зґвалтувань, зокрема неповнолітніх дівчат, зовсім маленьких дітей і навіть немовляти. В Україні станом на 22 квітня 2022 року вже зафіксовано 400 звернень щодо зґвалтувань з боку російських військових. Серед жертв також є діти, пенсіонери, чоловіки. Зафіксовані випадки вимагання викупу за збереження життя заручників з погрозою їх вбивства у разі відмови. Від початку війни станом на 29 квітня 2022 року надійшло 7 тис. заяв про зниклих безвісти, розшукали лише близько половини.
26 березня 2024 року генеральний прокурор України Андрій Костін озвучив цифру у щонайменше 10 000 цивільних заручників, з них щонайменше 5 600 постраждало від тортур окупантів, також задокументовано функціонування 164 катівень та інших місць насильницького тримання на територіях, які були під окупацією.
1 липня стало відомо що в Австрії до прокуратури подали справу про зґвалтування росіянами двох українок під час окупації Київщини. Організації представляють двох потерпілих жінок з одного із сіл на Київщині, яке потрапило в окупацію. Після неодноразового зґвалтування та інших форм сексуального насильства обом жінкам вдалося втекти і повернутися додому, а за кілька тижнів українські війська звільнили село. Експерти ініціативи фонда Клуні (The Docket) зібрали докази, змогли встановити безпосередніх виконавців злочинів, а також сімох командирів середнього та вищого рівня і просять розпочати слідство щодо них.
4 грудня 2024 року стало відомо що у полоні РФ загинув мер Дніпрорудного Євгеній Матвєєв, який перебував у полоні окупантів 2 роки і 8 місяців та був закатованим.
3 березня 2025 року розслідувачі видання Слідство.Інфо з’ясували, що українську журналістку Вікторію Рощину, яка померла в 2024 році, жорстоко катували у російському полоні: на її тілі були ножові поранення, її били струмом, а співробітники російської колонії ховали її від перевірок.

## Атаки на медичні заклади України

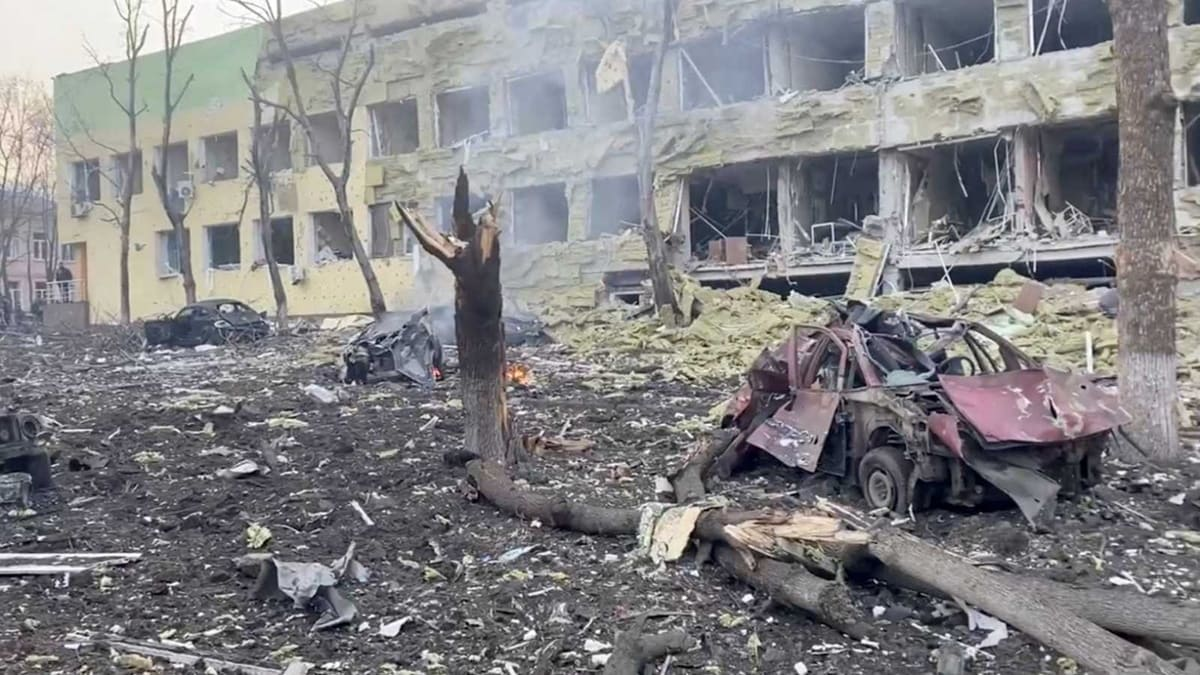
Наслідки авіаудару по дитячій лікарні та пологового будинку в Маріуполі, 9 березня 2022
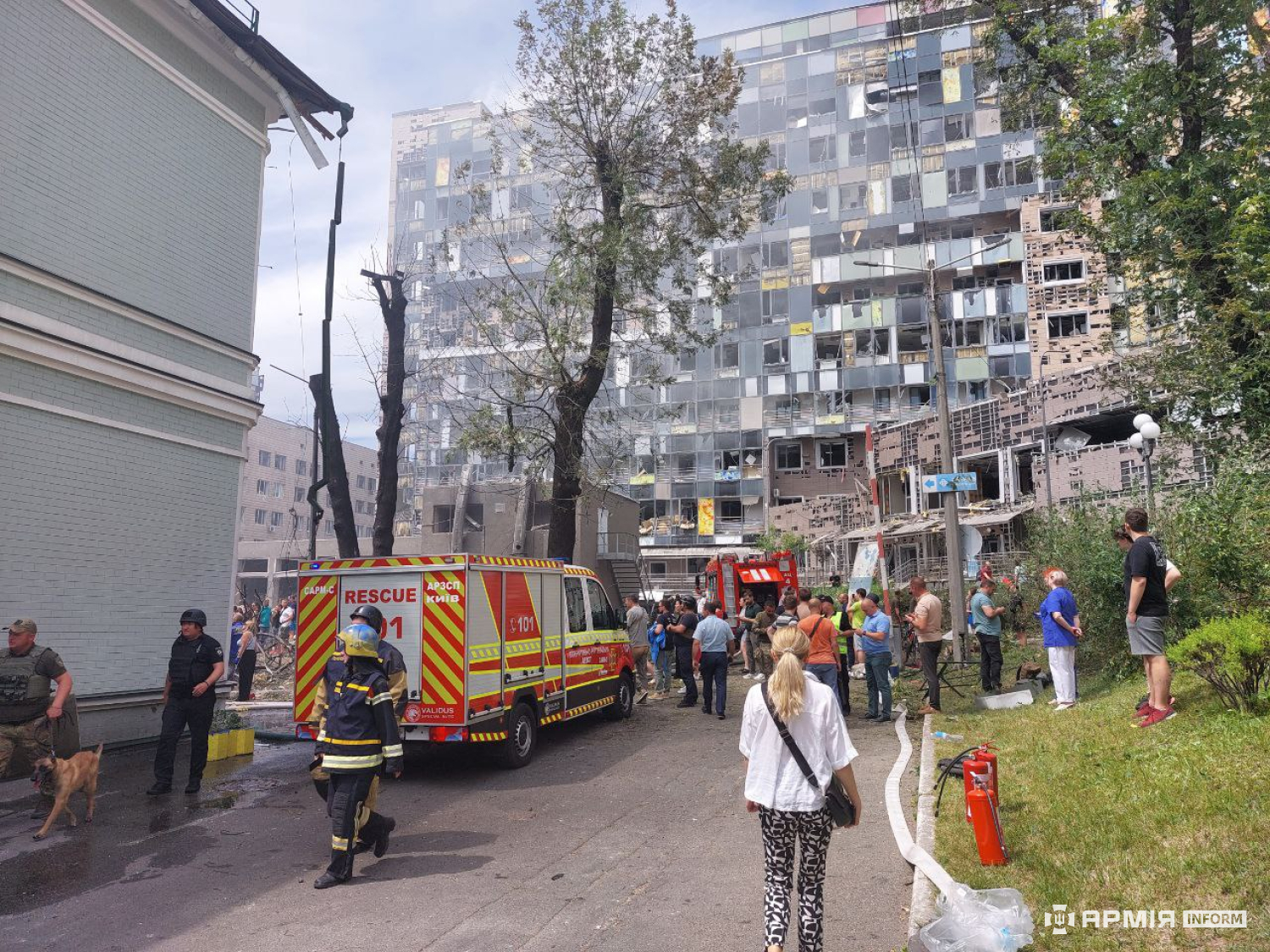
Охматдит у Києві після ракетної атаки 8 липня 2024

### Атаки на медичні заклади

#### 2022
У перший день війни, 24 лютого 2022 року російською ракетою «Точка-У» з касетним зарядом було обстріляно лікарню у Вугледарі, загинуло 4 людини та 10 отримали поранення, а також були пошкоджені машини швидкої допомоги та лікарня. На другий день війни постраждали ще три українських медичних заклади, зокрема дитяча лікарня та онкодиспансер. Атаки на медичні установи та персонал вважаються особливо засуджуваними з точки зору міжнародного права.
1 березня в результаті обстрілу Житомира була пошкоджена міська лікарня. 3 березня була обстріляна Обласна лікарня інтенсивного лікування м. Маріуполь, зруйновано відділення анестезіології, 8 березня в результаті чергового обстрілу обвалилася частина стіни будівлі адміністрації, загорілися легковики та бензовоз, що стояли у дворі.  Серед найбільш детально задокументованих ударів по медичних закладах був авіаудар 9 березня по дитячій лікарні і пологовому будинку в Маріуполі. Внаслідок авіаудару загинули троє людей, в тому числі дитина та вагітна, ще 17 отримали поранення. 10 березня російський снайпер поранив у шию старшу медсестру одного з відділень лікарні. 11 березня у місті Кремінна Луганської області російські військові розстріляли упритул з танка будинок для літніх людей, у результаті чого загинули 56 осіб, ще 15 людей окупанти викрали.
Від початку війни станом на 7 травня в Україні пошкоджено близько 500 лікарень, 40 медустанов зруйновано та не підлягають відновленню. Зеленський 13 травня 2022 заявив, що росіяни зруйнували 570 закладів охорони здоров'я.
У ніч на 23 листопада російські військові обстріляли пологове відділення у Вільнянську, один з корпусів був зруйнований вщент, загинув хлопчик, який народився за 2 дні до обстрілу.
Протягом 2022 року в Миколаєві від російських обстрілів постраждало 16 лікарень.

#### 2023
29 січня 2023 року під обстріл російських військ у Херсоні потрапила обласна клінічна лікарня, її було обстріляно з РСЗВ. 24 лютого у Міністерстві Охорони Здоровʼя повідомили що за рік війни росіяни зруйнували вщент 174 об’єкти медзакладів та ще 1 тис. 106 — суттєво пошкодили. 26 травня відбувся ракетний удар по психлікарні в Дніпрі, ракета армії РФ влучила в триповерхову будівлю – там був денний стаціонар для людей із психічними захворюваннями. На момент вибуху в закладі перебувало понад 20 співробітників і 40 пацієнтів. Частина споруди обвалилася. Четверо людей загинули, ще 32 – були поранені. 19 червня під черговим ударом ворога опинилася одна із лікарень Херсона, по ній були випущені снаряди із РСЗВ «Град». 5 грудня російська армія обстріляла середмістя Херсона, влучила у медичний заклад, поранивши двох лікарів.

#### 2024
17 квітня був здійснений ракетний удар по різних об'єктах у Чернігові, в тому числі по приміщенню лікарні. 9 червня в одному з населених пунктів Білозерської громади окупанти скинули вибухівку з дрона на бригаду медиків, які поспішали на виклик. 8 липня вранці Росія завдала масованого ракетного удару по українських містах, у тому числі по Києву де влучила у корпуси «Охматдиту» — найбільшої дитячої лікарні України, внаслідок чого загинули двоє дорослих, а ще 32 людей, зокрема діти, постраждали. У серпні Всесвітня організація охорони здоров’я підтвердила, що початку повномасштабного вторгнення Росія здійснила 1 940 атак на українську медичну систему, з грудня 2023 року вони відбуваються майже щоденно. 19 вересня російська авіабомба влучила у Сумський геріатричний пансіонат. Внаслідок удару поруйновані будівлі закладу, поранені 14 людей, одна 78-річна жінка від отриманих травм померла. 28 вересня щонайменше десять людей загинули внаслідок подвійного удару російських дронів по лікарні у Сумах. У Запоріжжі внаслідок російського авіаудару 29 вересня пошкоджено лікарню в одному з районів міста. Внаслідок нічної атаки балістичними ракетами 26 жовтня по місту Дніпро була пошкоджена Дніпропетровська обласна клінічна лікарня імені І. І. Мечникова. 7 листопада під час обстрілу Запоріжжя керованими авіабомбами, відбулося влучання у онкологічну лікарню. 10 грудня відбулося влучання російської балістичної ракети у приватну клініку в Запоріжжі. Ввечері 20 грудня російська армія обстріляла Херсонський регіональний онкологічний центр двома керованими авіабомбами.

#### 2025
19 лютого російські окупанти масовано атакували Одесу ударними безпілотниками, внаслідок чого постраждали 3 дорослих і дитина, та було пошкоджено дитячу поліклініку. У ніч з 28 лютого на 1 березня у Харкові був атакований безпілотниками і зазнав ушкоджень медичний заклад. 3 березня внаслідок атаки безпілотників у Кривому Розі був пошкоджений медичний заклад. 4 березня російський ударний безпілотник влучив у будівлю дитячої поліклініки у Сумах. Вночі 18 березня війська РФ вдарили по Сумській обласній клінічній лікарні «Шахедом». 29 березня внаслідок ураження БпЛА типу «Шахед» пошкоджені будівля шпиталю у Харкові.

### Інше
У порушення Женевських конвенцій, за якими медичний персонал має особливий статус, станом на кінець 2023 року, РФ взяла в полон близько 500 медичних працівників.

## Атаки на критичну інфраструктуру України

### Обстріли інфраструктури

#### 2022-2023
Цей воєнний злочин вперше був скоєний російськими військовими восени 2022 року під час повномасштабного військового вторгнення в Україну, аби примусити вище українське політичне керівництво піти на переговори з кремлівським режимом на вигідних для останнього умовах. Зазнавши нищівної поразки в боях за Київ та Харків, Російська Федерація вдалася до відвертого тероризму: від 10 жовтня 2022 року почерговими хвилями завдавала масованих та методичних ракетних ударів по об'єктах критичної інфраструктури України.
Окрім 10 жовтня 2022, удари ракетами та БПЛА по об'єктах енергосистеми були здійснені 17, 18, 19, 22, 31 жовтня, 15 і 23 листопада, 5, 16, 29, 31 грудня, 14 і 26 січня, 10 і 16 лютого, та 9 березня 2023.
За словами тодішнього заступника міністра внутрішніх справ Євгенія Єніна станом на кінець листопада 2022 року, російські військові знищили чи пошкодили понад 700 життєво важливих споруд — аеропорти, мости, нафтобази, трансформаторні підстанції та електростанції, тощо. Станом 26 січня 2023 року від ударів загинули не менше 134 цивільних громадян і були поранені ще близько 380. У лютому 2023 року ці обстріли остаточно втратили ефективність, переставши створювати дефіцит потужності в енергосистемі.
Російський ракетний удар вночі проти 22 травня 2023 року пошкодив аварійно-рятувальну частину в Дніпрі, рятувальники втратили понад 20 одиниць техніки, пошкоджено 3 будівлі.

#### 2024
Після річної перерви російські військові знову почали завдавати масованих ударів по об'єктах енергетики за допомогою ракет та БпЛА. У порівнянні з минулим роком ворог змінив свою тактику, на відміну від першої зими, коли Росія атакувала розподільчі мережі України, атаки 2024 року спрямовані на знищення генеруючих потужностей.
Зафіксовано атаки на об'єкти енергетичної інфраструктури 22 та 29 березня, 11 та 27 квітня, 8 травня, 1, 20 і 22 червня і 26 серпня 2024 року.
22 березня було завдано два удари у Запоріжжі по Дніпровській гідроелектростанції — пошкоджено ГЕС-1 та ГЕС-2, також було здійснено понад 15 ударів по об'єктах енергетики Харкова, значних ушкоджень було завдано Зміївській ТЕС. 11 квітня було атакована Трипільска ТЕС. 8 травня вранці росіяни влучили крилатими ракетами в об'єкт генерації енергії у Червоноградському районі Львівщини, також через влучання російської ракети постраждав об'єкт критичної енергетичної інфраструктури у Стрийському районі Львівської області, обійшлося без жертв і потерпілих.
Вранці 1 червня Росія атакувала енергетичну інфраструктуру України в Запорізькій, Дніпропетровській, Донецькій, Кіровоградській та Івано-Франківській областях, за повідомленням Міністерства енергетики України, це вже шостий масований удар Росії по енергооб'єктах з 22 березня 2024 року. Найбільший приватний енергетичний холдинг України, «ДТЕК» Ріната Ахметова, повідомив, що Росія знову атакувала дві його теплоелектростанції (ТЕС), серйозно пошкодивши обладнання. У ніч на 20 червня в ході атаки було пошкоджено обладнання на об’єктах у Київській, Вінницькій, Дніпропетровській та Донецькій областях, зокрема була атакована теплоелектростанція ДТЕК. Внаслідок атаки було поранено трьох працівників, серйозно пошкоджено обладнання станції. 22 червня було пошкоджено обладнання на об'єктах «Укренерго» в Запорізькій та Львівській областях.

### Вбивства рятувальників
Протягом війни, Кремль регулярно застосовує тактику повторних ударів, націлених на медиків, поліцейських і рятувальників, що прибули на місце атаки, такі удари російські війська завдавали в Одесі, Миколаєві, Покровську та інших міста на сході і півдні України. За інформацією від ДСНС, станом на листопад 2024 року, понад 400 будівель рятувальної служби було пошкоджено або повністю знищено, крім цього, російські війська зруйнували, пошкодили або захопили понад 1700 одиниць техніки ДСНС. Станом на початок квітня 2024 року, внаслідок російського нападу (з 24.02.2022), Державна служба України з надзвичайних ситуацій втратила 91 працівника і 348 працівників отримали поранення.
6 липня 2025 року стало відомо що росіяни системно атакують українських рятувальників у прифронтових районах. Державна служба України з надзвичайних ситуацій поширила відео, знайдене на російських інформаційних ресурсах, на якому задокументовано момент удару по маркованій техніці українських рятувальників. Такі атаки є грубим порушенням міжнародного гуманітарного права і можуть бути кваліфіковані як воєнні злочини, згідно зі Статутом Міжнародного кримінального суду (ст. 8).

#### 2023
27 лютого 2023 року було атаковано Хмельницький трьома дронами-камікадзе, загинув рятувальник ДСНС, який ліквідовував пожежу від прильоту поранено чотири особи пізніше один з них, пожежний помер від травм у лікарні. 6 травня того жроку російські окупаційні війська скинули вибухівку з безпілотника на групу працівників ДСНС, котрі займалися гуманітарним розмінуванням деокупованої Херсонщини. Девʼятеро рятувальників загинули. 19 травня внаслідок атаки ворожих безпілотників у прикордонні Сумської області було вбито трьох енергетиків АТ «Сумиобленерго» які виявляли пошкодження 35 кВ повітряної лінії «Юнаківка — Велика Рибиця». 7 серпня РФ атакувала Покровськ двома балістичними ракетами «Іскандер», перший удар влучив у житловий будинок в центрі міста, а другий – знову туди, але через певний час, коли на місце події прибули рятувальники і правоохоронці, тоді загинуло 10 людей.

#### 2024
Під час ракетного обстрілу Одеси 15 березня перший удар було завдано по цивільній інфраструктурі та житлових будинках, а другий був націлений на рятувальників, що розбирали завали, тоді загинула 21 людина, отримали поранення 74, серед них семеро – співробітники ДСНС. В ніч на 4 квітня 2024 року у Харкові було завдано авіаударів, у тому числі подвійний удар, вбивши трьох досвідчених рятувальників ДСНС, що прибули для ліквідації наслідків першої атаки.
1 листопада російські військові завдали ракетних ударів по Одесі авіаційними ракетами типу «Х-59» внаслідок чого була пошкоджена пожежна частина ДСНС, поранення отримали двоє співробітників пожежно-рятувальної частини, їх госпіталізували. 11 грудня було опубліковане відео атаки безпілотником пожежної машини, яка приїхала на виклик.

#### 2025
Ввечері 7 березня російські військові завдали удару по житлових багатоповерхівках у центрі Добропілля. Під час гасіння вогню окупанти завдали повторного удару, пошкодивши пожежну машину. 12 березня було завдано ракетного удару по готелю, і повторний удар по рятувальниках які прибули для ліквідації наслідків першого удар. У ніч на 27 березня в Конотопі на Сумщині стався повторний удар російського безпілотника по місцю, де працювали рятувальники, які ліквідовували наслідки попередньої атаки. Під час масованого обстрілу України в ніч на 24 квітня, ворог на Житомирщині завдав повторний удар по підрозділу, який прибув на гасіння пожежі. 29 квітня російські військові двічі атакували рятувальників які прибули гасити пожежу у Нікополі. 2 червня росіяни обстріляли пожежну частину і вдруге вдарили коли під час евакуації травмованих до стабпункту. Під обстріл потрапили дві пожежні машини, які вивозили постраждалих та весь особовий склад частини. У ніч проти 5 червня російські війська обстріляли рятувальників, які гасили пожежу на Донеччині. 18 червня російські окупанти атакували безпілотниками підрозділ ДСНС у Білозерці. 4 липня у Кривому Розі після атаки безпілотниками обʼєкта цивільної інфраструктури, по прибуттю надзвичайників до місця обстрілу, ворог завдав повторного удару, через що двоє рятувальників отримали травми. Також було пошкоджено 4 пожежно-рятувальні автомобілі. 3 серпня у Гуляйполі росіяни атакували дроном рятувальників ДСНС, коли ті гасили загоряння.

## За регіонами
Регіони, де велися сухопутні бойові дії:
- Воєнні злочини в Донецькій області під час російсько-української війни
- Воєнні злочини в Житомирській області під час російсько-української війни
- Воєнні злочини в Запорізькій області під час російсько-української війни
- Воєнні злочини в Київській області під час російсько-української війни
- Воєнні злочини в Луганській області під час російсько-української війни
- Воєнні злочини в Миколаївській області під час російсько-української війни
- Воєнні злочини в Одеській області під час російсько-української війни
- Воєнні злочини в Сумській області під час російсько-української війни
- Воєнні злочини в Харківській області під час російсько-української війни
- Воєнні злочини в Херсонській області під час російсько-української війни
- Воєнні злочини в Чернігівській області під час російсько-української війни

Регіони, де не велися сухопутні бойові дії:
- Воєнні злочини у Вінницькій області під час російсько-української війни
- Воєнні злочини в Дніпропетровській області під час російсько-української війни
- Воєнні злочини в Кіровоградській області під час російсько-української війни
- Воєнні злочини у Львівській області під час російсько-української війни
- Воєнні злочини в Полтавській області під час російсько-української війни
- Воєнні злочини в Рівненській області під час російсько-української війни
- Воєнні злочини в Тернопільській області під час російсько-української війни
- Воєнні злочини в Хмельницькій області під час російсько-української війни
- Воєнні злочини в Черкаській області під час російсько-української війни

## Інше

### Застосування хімічної зброї
Сили оборони з початку повномасштабного вторгнення зафіксували 465 фактів (станом на грудень 2023 року) застосування російською федерацією боєприпасів, споряджених отруйними хімічними речовинами. 1 068 станом на початок березня 2024 року. 24 вересня 2024 зафіксовано 4 228 застосувань ворогом боєприпасів, споряджених небезпечними хімічними речовинами.
Станом на 13 грудня 2024 року, від початку повномасштабного вторгнення з отруєнням хімічними речовинами госпіталізували понад 2 тисячі українських військових, а троє військових померли від російських хімічних речовин.
6 травня 2025 року Рада Європейського союзу підготувала новий санкційний регламент, у якому Росію вперше офіційно звинувачують у застосуванні небезпечних хімречовин – сльозогінного газу CS на фронті в Україні.

### Маскування військову техніку під цивільну
10 серпня 2023 року стало відомо що російські військові маскують реактивні системи залпового вогню під звичайні вантажівки, аби захиститись від української розвідки. Український підрозділ аеророзвідки виявив російську РСЗВ 2Б26 «Град» на шасі вантажівки КаМАЗ, артилерійська частина котрої була закрита тентом. 23 січня 2025 року в Курській області було помічено північнокорейські РСЗВ замасковані під цивільну вантажівку (вперше ця техніка була представлена на параді в Пхеньяні у 2023 році).

### Використання форми ЗСУ
З початку повномасштабного нападу росіяни вдавалися до перевдягання своїх військових в українську форму з українськими знаками розпізнавання. 28 лютого 2022 року вже було відомо про випадки, коли противник вивішував білий прапор на своїй техніці нібито для того, щоб здатись; але після наближення до українських позицій ворог починав відкривати вогонь на ураження. Поблизу села Довгеньке Харківської області 20 квітня 2022 року окупанти намагалися нападати, використовуючи українську військову форму. 24 квітня 2022 року в Херсонській області було зафіксовано як російські військові начепили на свої танки прапори України та намагалися обманути місцевих мешканців, нібито по них стріляють українські війська. Випадки використання української форми для дезорієнтації були регулярними і ставалися впродовж усього часу війни. Відомо про інсценування росіянами воєнних злочинів на Курщині, перевдягаючись у форму ЗСУ. Зафіксовані випадки, коли противник використовує державну символіку України та вивішує білий прапор на своїй техніці нібито для того, щоб здатись. Однак після наближення до українських позицій війська РФ починали відкривати вогонь на ураження.
2024 року було помічено як російські медіа визнавали ці випадки і видавали за військову хитрість, зокрема 9 серпня це зробив військовий кореспондент Котєнок Юрій, а 14 вересня про це було повідомлено у некролозі ліквідованого командира групи 10 ОБрСпП — Рєховского Івана, разом із світлиною Івана у польовій формі ЗСУ.

### Мінування тіл диких тварин та загиблих російських військових
4 червня 2025 року стало відомо що російські війська почали використовувати туші диких тварин як начинку для вибухівки — їх скидають із дронів. Окрім тварин, ворог також здійснював мінування тіл власних військовослужбовців  — з метою завдати додаткових втрат Силам оборони України.

### Обстріли і захоплення цивільних суден
Внаслідок обстрілу 25 лютого 2022 року було пошкоджено два цивільних судна — Namura Queen (під прапором Панами), що перебувало на якірній стоянці порту Південний Одеської області, а також Millenial Spirit (під прапором Молдови), яке знаходилося за 12 миль від порту, тоді поранення отримали 10 осіб. 3 березня 2022 року ворожа ракета влучила в суховантаж Helt (під прапором Панами), що перебував на рейді за 12 миль від Одеси. Судно затонуло, екіпаж врятували. 26 березня 2022 року поблизу острова Зміїний російські окупанти захопили рятувальне судно «Сапфір». Того ж дня був захоплений танкер «Афіна», який прямував в український порт із вантажем, і балкер «Принцеса Ніколь«. 7 липня російський літак знову обстріляв Одещину ракетами, повторно влучивши при цьому в танкер Millennial Spirit під прапором Молдови, який дрейфував в Чорному морі без екіпажу.
8 листопада 2023 року відбувся обстріл балкера Kmax Ruler (під прапором Ліберії), яке потрапило під удар у момент заходу в порт Південний. Тоді загинув український лоцман, та було поранено трьох моряків-філіппінців. 28 грудня 2023 року стало відомо що від початку повномасштабного вторгнення окупанти захопили три і пошкодили чотири цивільні судна в Чорному морі.
12 вересня 2024 року був завданий ракетний удар по судну з пшеницею для Єгипту під прапором Сент-Кіттс і Невіс. 6 жовтня росіяни завдали удару по цивільному судну під прапором Сент-Кіттс і Невіс. Через день російська балістична ракета пошкодила цивільне судно під прапором Палау, що перебувало в Одеській області, відомо про загиблого та 5 поранених іноземців. 9 жовтня під час ракетної атаки по портовій інфраструктури Одеської області, ушкоджень зазнало цивільне судно під прапором Панами — контейнеровоз Shui Spirit, загинуло семеро осіб і ще шестеро поранено. 14 жовтня ударом по Одеському порту було пошкоджено два цивільні судна під прапорами Палау та Белізу, відомо про загибель одного і поранення ще восьми осіб.
1 березня 2025 року балістичною ракетою було пошкоджено припортову інфраструктуру та цивільне судно під прапором Панамської Республіки. 11 березня внаслідок російської ракетної атаки по Одесі було пошкоджено об'єкти припортової інфраструктури та цивільне судно під прапором Республіки Барбадос, загинуло четверо громадян Сирії (членів екіпаж судна).

### Вплив на довкілля
Російські військові злочинці в Україні провокують екологічні катастрофи — обстріляли нафтобазу під Києвом та газопровід у Харкові.
Після захоплення російськими окупантами Чорнобильської атомної електростанції навколо АЕС відзначається перевищення контрольних рівнів потужності дози гамма-випромінювання у зоні відчуження. Фахівці пов'язують це з порушенням верхнього шару ґрунту внаслідок руху великої кількості важкої військової техніки.
9 березня виконувач обов'язки генерального директора Чорнобильської атомної електростанції Валерій Сейда сказав в інтерв'ю BBC News Україна, що через бойові дії станція залишилася без електрики. Системи безпеки підтримують за допомогою дизельних генераторів, але палива в них вистачить лише на дві доби. Якщо АЕС залишиться без електрики на довгий час, за словами керівника ЧАЕС, може статися викид радіації в атмосферу.
Станом на кінець 2022 року, з початку вторгнення Росія завдала збитків українському довкіллю на понад 1,5 трильйона гривень.
22 березня 2024 року Росія завдала атаки по ДніпроГЕС. За підахунками Міністерства захисту довкілля та природних ресурсів, орієнтовна шкода водним ресурсам склала 160 тис. гривень.
Після російського вторгнення в зоні бойових дій опинилися майже 79 об'єктів природно-заповідного фонду Миколаївської області. З них під окупацією або в зоні бойового зіткнення знаходились 16 об'єктів заповідного фонду загальною площею 44 000 гектарів.
Станом на кінець 2023 року відходи від руйнації внаслідок обстрілів Росії в Україні займають близько 1800 гектарів. Ця цифра – співставна із площею міста Чорноморськ, що на Одещині. Тільки на Одещині й Миколаївщині екологічні збитки склали понад 50 мільярдів гривень.
Під вогненним ударом опинилися і ландшафтні заказники загальнодержавного значення «Олександрівський» та «Станіславський» у Херсонській області. Тривалий час відбувалися пожежі на Кінбурнській косі, яка є частиною Чорноморського біосферного заповідника.
За попередніми розрахунками завдана біорізноманіттю шкода (станом на 1 травня 2024) складає:
- 46,55 мільярди гривень національному природному парку «Нижньодніпровський»;
- 1,31 мільярд гривень національному природному парку «Олешківськи піски»;
- 102,91 мільярди гривень національному природному парку «Джарилгацький»;[273]

## Міжнародна реакція
- 25 лютого Федеративні Штати Мікронезії повідомили про розірвання дипломатичних відносин із Росією на знак протесту проти російської агресії в Україні.[274]
- 15 березня 2022 року Сенат США одноголосно ухвалив резолюцію, яка вимагає розслідування щодо Путіна як воєнного злочинця.[275]
- 23 березня 2022 року Сейм Республіки Польща визнав Путіна воєнним злочинцем.[276]
- 28 квітня 2022 року Парламент Канади визнав злочини РФ в Україні геноцидом.[277]
- 10 травня 2022 року Сейм Литовської Республіки одностайно ухвалив резолюцію, що визнає російське військове вторгнення в Україну геноцидом, а саму Росію — державою, яка підтримує тероризм.[278]
- 11 травня 2022 року Сенат Чехії визнав злочини, що вчиняє російська армія в Україні, геноцидом українського народу.[279]
- 11 липня 2022 року стало відомо що Румунія розпочала розслідування російських злочинів проти людяності.[280]
- 11 серпня 2022 року Сейм Латвії визнав Росію країною – спонсором тероризму.[281]
- 27 травня 2022 року президент США Джо Байден звинуватив Путіна у спробі знищити культуру і ідентичність українського народу.[282]
- 18 жовтня 2022 року Парламент Естонії 18 жовтня підтримав резолюцію про визнання Росії державою-спонсором тероризму, а також засудив спробу РФ анексувати окуповані українські території.[283]
- 26 жовтня 2022 року Сенат Польщі визнав владу Російської Федерації терористичним режимом.[284]
- 16 листопада 2022 року нижня палата парламенту Чехії ухвалила резолюцію, в якій назвала «терористичним» режим, що діє в Росії.[285]
- 21 листопада 2022 року Парламентська асамблея НАТО визнала Росію державою-терористом і закликала створити спеціальний міжнародний трибунал щодо російської агресії.[286]
- 23 листопада 2022 року Європейський парламент підтримав резолюцію про визнання Росії державою-спонсором тероризму.[287]
- 24 листопада 2022 року Парламент Нідерландів визнав Росію державою – спонсором тероризму.[288]
- 17 березня 2023 року Міжнародний кримінальний суд в Гаазі видав ордери на арешт президента РФ Володимира Путіна та уповноважену при президенті РФ з прав дитини Марію Львову-Бєлову.[289]
- 8 травня 2023 року Міжнародна академія Нюрнберзьких принципів опублікувала декларацію про злочин агресії, в якій закликала світ підтримати створення трибуналу для переслідування злочинів агресії, скоєних на території України.[290]
- 10 червня 2023 року стало відомо що до позову України проти Росії за конвенцією про геноцид у Міжнародний суд ООН долучились 32 країни.[291]
- 4 липня стало відомо що Парламентська асамблея ОБСЄ визнала РФ спонсором тероризму.[292]
- 30 травня 2024 року Парламент Молдови засудив російську політику геноциду щодо України, зокрема примусове переміщення та депортацію українських дітей на окупованих територіях.[293]
- 9 липня 2025 року Європейський парламент ухвалив резолюцію, яка засуджує воєнні злочини Росії в Україні. У резолюції наголошується, що повномасштабне вторгнення Росії в Україну, яке розпочалося в лютому 2022 року, зруйнувало мир і стабільність у Європі, а також серйозно підірвало глобальну безпеку.[294]